# NGC 5286
NGC 5286 (aussi connue sous le nom de Caldwell 84) est un amas globulaire situé dans la constellation du Centaure à environ à environ 38 000 a.l. de la Terre. Il a été découvert par l'astronome écossais James Dunlop en 1826. 
Cet amas est à 4 minutes d'arc au nord de M Centauri, une étoile visible à l’œil nu. Il est associé à l'anneau de la Licorne, trois anneaux d'étoiles entourant la Voie lactée qui auraient été formés par la cannibalisation d'une galaxie naine. 
Avec un âge estimé à environ 12,54 milliards d'années, NGC 5286 est peut-être l'un des plus vieux amas globulaires de notre galaxie. Il n'est pas tout à fait circulaire. En effet, il a une ellipticité de 0,12.
Sa métallicité est estimée à -1,69 [Fe/H] selon l'article de J. Boyles et al. ou encore à -1,41 [Fe/H] selon Forbes et Bridges et son âge d'environ 12,54 milliards d'années.
La dispersion des vitesses des étoiles au centre de l'amas est égale à (8,1 ± 1,0) km/s. Selon le mouvement des étoiles au cœur de cet amas, il se pourrait qu'il renferme un trou noir de masse intermédiaire. La masse de celui-ci pourrait atteindre 6 000 fois la masse du Soleil, ce qui ne constituerait cependant que moins de 1 % de la masse total de l'amas.
NGC 5286 fait partie de Gaïa-Encelade, une ancienne galaxie naine accrétée par la Voie lactée il y a de 8 à 11 milliards d'années. On la surnomme aussi la saucisse de Gaïa.